# 98e régiment d'artillerie
Pour les articles homonymes, voir 98e régiment.
Le 98e régiment d'artillerie est une unité dissoute de l'Armée de terre française. Il est actif de 1921 à 1923 pendant l'entre-deux-guerres et de juin à juillet 1940 pendant la Seconde Guerre mondiale.

## Entre-deux-guerres
Le 98e régiment d'artillerie lourde portée (98e RALP) est créé en 1921 à Commercy,. Le 1er janvier 1924, il devient le 361e régiment d'artillerie lourde portée.

## Seconde Guerre mondiale
Le 98e régiment d'artillerie tractée est recréé le 2 juin 1940, à partir du 51e régiment d'artillerie divisionnaire et du 97e régiment d'artillerie divisionnaire. Formé de deux groupes motorisés (canons de 75 tractés tous terrains) et d'une batterie antichar motorisée (10e batterie avec six canons de 47), il est rattaché à la 241e division légère d'infanterie. Sa 10e batterie antichar est capturée près d'Orléans le 16 juin.